# Habenaria entomantha
Habenaria entomantha là một loài thực vật có hoa trong họ Lan. Loài này được (Lex.) Lindl. mô tả khoa học đầu tiên năm 1835.